# Интерлокен (Мичиген)
Интерлокен (енгл. Interlochen) насељено је место без административног статуса у америчкој савезној држави Мичиген.

## Демографија
По попису из 2010. године број становника је 583.
| Група             | 2000.    | 2010.       |
| Белци             | 0 (0,0%) | 547 (93,8%) |
| Афроамериканци    | 0 (0,0%) | 3 (0,5%)    |
| Азијати           | 0 (0,0%) | 0 (0,0%)    |
| Хиспаноамериканци | 0 (0,0%) | 11 (1,9%)   |
| Укупно            | 0        | 583         |